# Adelia barbinervis
Adelia barbinervis es una especie de árbol perteneciente a la familia Euphorbiaceae, dentro de la subfamilia Acalyphoideae. 

## Descripción
Es un árbol o arbusto que alcanza hasta los 9 m de altura. Las hojas son más largas que anchas, papiráceas de color verde oscuro en el haz y pálidas en el envés. Sus flores son verdosas a blanquecinas. Los frutos son unas cápsulas velludas.

## Distribución y hábitat
Se encuentra en México donde se distribuye por Veracruz en Papantla. Originaria de México y Centroamérica, está presente en climas cálidos y semicálidos entre los 0 y los 1200 metros, asociada a vegetación perturbada de bosques tropicales caducifolio, subperennifolio y perennifolio, además de matorral xerófilo. 

## Propiedades
Esta especie se emplea en Veracruz como analgésico para el dolor del cuerpo, para tal efecto, se prepara un té con las hojas y los frutos. En Hidalgo, se usa para las heridas y cicatrices, se hacen lavados con la cocción de toda la planta.

## Taxonomía
Adelia barbinervis fue descrita por Cham. & Schltdl. y publicado en Linnaea 6: 362. 1831.
Etimología
Adelia: nombre genérico qu deriva de las palabras griegas α, que significa "no", y δήλος ( delos ), que significa "visible". Se refiere a las dificultades experimentadas por Linnaeus en la interpretación del género.
barbinervis: epíteto latíno que significa "con venas peludas"
Sinonimia
- Ricinella barbinervis (Cham. & Schltdl.) Müll.Arg.	[5]